# Sei tu l'amore?
Sei tu l'amore? è un film del 1930 diretto da Alfredo Sabato e Guido Trento.
Fu il primo film parlato in italiano della storia del cinema, girato negli Stati Uniti d'America dove fu prodotto da una cooperativa di italo-americani.

## Trama
Narra di una ragazza che delusa dalla vita cerca di uccidersi, salvata da 3 vicini si innamora poi di un uomo che inizialmente è geloso dei 3 uomini che l'hanno salvata, la storia si conclude con il matrimonio fra i due.

## Produzione
Un gruppetto di italo-americani, riunitosi nella Italotone Inc, aveva infatti realizzato a New York un film sonoro, cantato e parlato in lingua italiana con regia di Alfredo Sabato e Guido Trento, fra gli attori Alberto Rabagliati, che vinse anche un concorso per la sua somiglianza a Rodolfo Valentino), e l'attrice Luisa Caselotti. Il film venne tratto da una commedia di Pier Angelo Mazzolotti.

## Accoglienza
Il film venne proiettato per la prima volta il 16 agosto 1930 al Teatro Tivoli di San Francisco. Il successo del film permise tre settimane di proiezioni nella sola Mulberry Street a New York. In Italia ebbe un successo più che altro dovuto all'interesse che il pubblico dimostrava per il nuovo mezzo d'espressione, il sonoro. 

La commedia venne definita "Gaia e simpatica". 

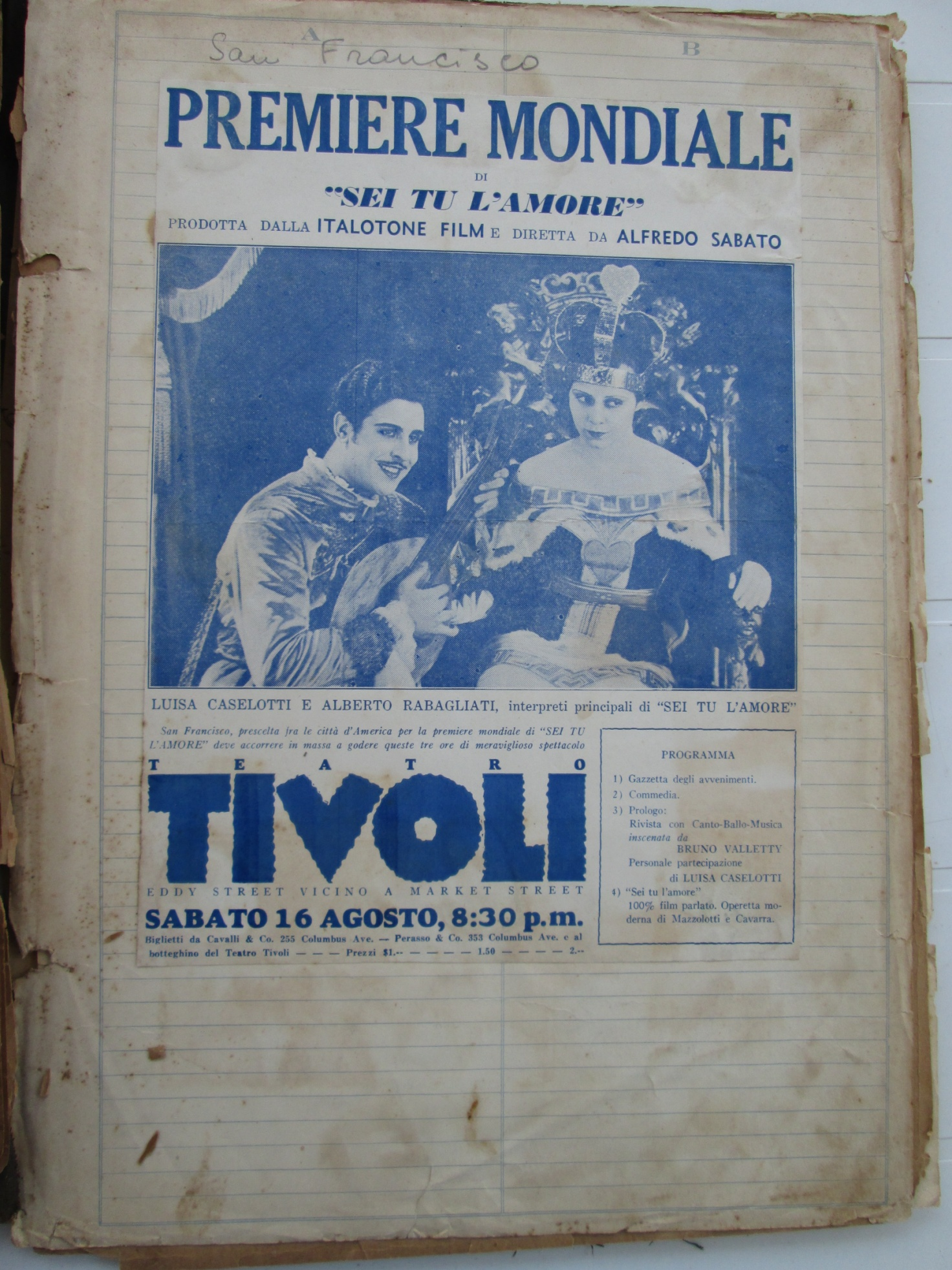
Sei tu l'amore